# 夏鐸鋪鎮
夏鐸鋪鎮（かたくほちん）は中華人民共和国湖南省長沙市寧郷市の鎮。

## 行政区画
- 夏鐸鋪社区
- 香山沖村
- 三橋村
- 福安村
- 竜鳳山村
- 新一家村
- 鳳凰村
- 長豊村
- 嵆竜村
- 興旺村
- 六度庵村
- 高新村
- 天馬新村

## 経済

### 名物・特産品
- モモ

## 地理
夏鐸鋪鎮は寧郷市の東部に位置し、北は金洲鎮、歴経鋪街道、白馬橋街道と、東は烏山街道、白箬鋪鎮と、西は壩塘鎮と、南は東湖塘鎮とそれぞれ接している。
- 湖沼：香山湖

## 教育
- 夏鐸鋪中学

## 交通

### 道路
- 高速道路：金洲大道
- 国道：国道319線
- 省道：寧韶線

## 観光
- 石侖関：古代寧郷十景の一。清代詩人の趙維藩の詩に曰く：「地霊推出山為馬、天帝乗将上碧空。只恐夜深竜化去、故教石柱鎖雲鬃。」清代の『寧郷県志』に「両山並立騰聳、如天馬並首翔空。」と記録されている[3]。
- 香山庵
- 裕福塘
- 鳳凰山国家森林公園[4]

## 出身有名人
- 童兆蓉：夏鐸鋪鎮竜鳳山出身、清代の官吏。